# Estação Rio dos Sinos
A Estação Rio dos Sinos é uma das estações do Metrô de Porto Alegre, situada em São Leopoldo, entre a Estação São Leopoldo e a Estação Santo Afonso. Faz parte da Linha 1.
Foi inaugurada em 3 de julho de 2012. Localiza-se no cruzamento da Avenida Mauá com a Rua Miguel Steigleder. Atende o bairro de Rio dos Sinos.